# Franz Xaver Lehner
Franz Xaver Lehner (* 29. November 1904 in Regensburg; † 19. Juli 1986 in Fürstenfeldbruck) war ein deutscher Komponist und Hochschullehrer.

## Leben
Lehner studierte schwerpunktmäßig Kompositionslehre und Orgel an der Musikhochschule München. Seine erste Stelle als Chormusiker trat er in Landsberg am Lech an. Ab 1938 bildete er Organisten in seiner Heimatstadt aus. Zehn Jahre später erhielt er eine Professur für Musiktheorie am Bayerischen Staatskonservatorium in Würzburg. Von 1958 an wirkte er als Professor für Komposition an der Musikhochschule München.
Neben seinen instrumentalen Werken – Orchesterwerke und Kammermusik – haben vor allem seine meist heiteren Opern Aufmerksamkeit erregt. Den größten Erfolg hatte er mit der 1951 komponierten Buffo-Oper Die schlaue Susanne, die im Jahr darauf am 13. Januar in Nürnberg zum ersten Mal auf die Bühne kam und bald darauf von vielen Opernhäusern im deutschsprachigen Raum als willkommene Bereicherung des Repertoires aufgenommen wurde.
Lehners Musik zeichnet sich dadurch aus, dass sie einfach strukturiert und melodiös ist. Sie stellt keine besonderen Anforderungen an den Hörer und erschließt sich deshalb leicht einem größeren Personenkreis. Zu Lehners Schülern zählten u. a. Nicolaus A. Huber, Walther Prokop, Walter Haupt und Helmut Bieler. Heute sind sowohl Lehner als auch seine Werke weitgehend vergessen.

## Opern
- „Die schlaue Susanne“, UA 1952
- „Geliebtes Gespenst“, (Würzburg 1954)
- „Die kleine Stadt“, UA (Nürnberg 1957)
- „Die Bajuwaren“, UA (München 1958)
- „Die Liebeskette“, UA (Wiesbaden 1962)
- „Die Erbschaft“